# Булат, Илья Михайлович
Илья Михайлович Булат (1933, село Оксентия, Оргеевский уезд, Губернаторство Бессарабия, Румыния) — бригадир колхоза «Молдова» Оргеевского района, Молдавская ССР. Герой Социалистического Труда (1966). Депутат Верховного Совета Молдавской ССР 7-го созыва. Депутат Верховного Совета СССР 11-го созыва.

## Биография
Родился в 1933 году в крестьянской семье в селе Оксентия Оргеевского уезда губернаторства Бессарабия Румынии (сегодня — Бессарабский район). С 1949 года трудился рядовым колхозником, звеньевым табаководческого звена колхоза «Молдова» Оргеевского района. С 1955 по 1958 года проходил срочную службу в Советской Армии, после которой возвратился на родину, где продолжил трудиться в колхозе «Молдова» Оргеевского района.
В 1959 году назначен бригадиром табаководческой бригады, которая под его руководством ежегодно показывала высокие трудовые результаты в табаководстве. По итогам Семилетки (1959—1965) урожайность табачного листа в бригаде составила в среднем с каждого гектара по 21,3 центнера с выходом светлых сортов 40,4 %, что превысило почти в два раза средний результат по республике.
Указом Президиума Верховного Совета СССР от 30 апреля 1966 года удостоен звания Героя Социалистического Труда за «успехи, достигнутые в увеличении производства и заготовок табака и подсолнечника» с вручением ордена Ленина и золотой медали «Серп и Молот» (№ 10949).
По итогам работы в годы Восьмой (1966—1970) и Девятой (1971—1975) пятилеток дважды награждался Орденом Трудового Красного Знамени.
После укрупнения колхозов в 1982 году трудился бригадиром табаководческой бригады в колхозе «Нистру» Дубоссарского района с центральной усадьбой в селе Оксентия.
Избирался депутатом Верховного Совета Молдавской ССР 7-го созыва (1967—1971), Верховного Совета СССР 11-го созыва (1984—1989), Дубоссарского районного и Моловатского сельского Советов депутатов трудящихся.
Дальнейшая судьба не известна.
Память
Его имя внесено в Золотую книгу Почёта Молдавской ССР.
Награды
- Герой Социалистического Труда
- Орден Ленина
- Орден Трудового Красного Знамени — дважды (08.04.1971; 25.12.1976)
- Медаль «За боевые заслуги» (23.04.1945)